# خدش حياء
يُعرَّف اصطلاحُ «خدش الحياء» بأنه كل قولٍ أو فعلٍ يجرحُ حدودَ الحياء وينتهكُ قواعدَ الحشمة، بما في ذلك الألفاظُ الفاحشة والتصرُّفات التي تُظهرُ العوراتَ أو تلميحٍ إلى ما لا يليقُ بالذوقِ العام. خدش الحياء هو مصطلح يُستخدم للإشارة إلى الأفعال أو الأقوال أو الإشارات التي تُعتبر مُخلة بالآداب العامة أو خارجة عن الأعراف الاجتماعية، وغالبًا ما ترتبط بالإيحاءات الجنسية أو السلوك الفاحش الذي يُعتبر مسيئًا للمجتمع أو منافٍ للذوق العام. يختلف تعريف خدش الحياء من بلد لآخر ومن ثقافة لأخرى، ويخضع في كثير من الأحيان للسياق القانوني والاجتماعي والديني.
في الشريعة الإسلامية، يعدُّ الفقه الإسلاميُّ هذا المفهوم من المنهيات، إذ حرَّمَ العلماءُ إظهارَ الأعضاءِ المحرَّمة أو الانخراطَ في سلوكياتٍ تدعو إلى التلذُّذ المحرَّم.
وفي السياق الاجتماعي، يُقصد بـ «خدش الحياء» كل تصرف أو قول يتسبب في إحراج أو إهانة للآخرين ويخالف المعايير الأخلاقية والاجتماعية المعتمدة في المجتمع. يختلف مفهوم «خدش الحياء» من مجتمع لآخر بناءً على القيم والعادات السائدة فيه. قد يشمل ذلك التصرفات غير اللائقة مثل إلقاء النكات البذيئة، أو الظهور في ملابس غير ملائمة، أو التصرفات التي تتضمن قلة احترام لخصوصيات الآخرين.
وفي السياق القانوني، يُعرف «خدش الحياء» بأنه فعل أو تصرف يتضمن انتهاكًا للآداب العامة أو المساس بالكرامة الإنسانية بطريقة تضر بالمجتمع أو الأفراد. قد يتضمن ذلك أفعالًا فاحشة أو تصريحات أو تصرفات غير لائقة تتعارض مع القيم الأخلاقية السائدة في المجتمع. في بعض التشريعات، يتم اعتبار خدش الحياء جريمة يعاقب عليها القانون، خاصة إذا كانت الأفعال تتم في الأماكن العامة أو أمام آخرين بطريقة تؤذي مشاعرهم أو تتسبب في إزعاج لهم.

## المفهوم
يُعد الحياء أحد القيم الأخلاقية والاجتماعية المهمة في المجتمعات المحافظة، وخدشه يُفهم على أنه انتهاك لما هو مقبول من حيث السلوك أو الحديث العلني. يشمل خدش الحياء مثلاً:
- استخدام ألفاظ نابية أو موحية جنسيًا في الأماكن العامة.
- عرض مواد إباحية أو صور غير لائقة في أماكن مفتوحة.
- التلفظ بتعليقات جنسية أو تلميحات غير مناسبة تجاه الآخرين.
- أداء حركات أو إشارات فاضحة.[4]

## المظهر القانوني
يعرف قانوناً «خدش الحياء العامّ» بأنه كل قولٍ أو فعلٍ مُخِلّ بالآدابِ العامة أو يستهينُ بمكارمِ الأخلاق، ويشمل نشر الصور أو الأفلام الفاضحة أو التلفظ بالألفاظ النابية في مكانٍ عامّ أو عبر وسائل الاتصالات. في العديد من الدول، تُعتبر الأفعال التي تُصنف كـ «خادشة للحياء» جرائم يعاقب عليها القانون، خاصة إذا وقعت في أماكن عامة أو كانت موجهة إلى العامة. تتفاوت العقوبات بحسب طبيعة الفعل، ودرجة خدشه للحياء، وسياق وقوعه. على سبيل المثال:
- في بعض البلدان العربية، يُجرم القانون خدش الحياء العام بعقوبات تصل إلى السجن أو الغرامة.
- قد تُعتبر الكتابات أو الصور على وسائل التواصل الاجتماعي مشمولة ضمن هذا التصنيف، في حال رآها الجمهور واعتُبرت غير لائقة.

### في القانون الإسلامي
لا توجد نصوص جزائية في الفقه الإسلامي تصف جرمًا محددًا باسم «خدش الحياء»، ويُعاقب عليه بالتعزير، حسب تقدير القاضي، صوناً للمجتمع.

### جمهورية مصر العربية
تندرج الأفعال المخلة بالحياء العام تحت أحكام قانون العقوبات المصري الصادر بالقانون رقم 58 لسنة 1937، وأبرز المواد:
المادة 278: «كل من ظهر في الطريق العام ما يخل بالحياء العام من أفعال أو لغة يُعاقب بالحبس مدة لا تقل عن ستة أشهر وبغرامة لا تقل عن خمسين جنيهًا ولا تزيد على مائة جنيه، أو بإحدى هاتين العقوبتين».
المادة 306: «كل من طبع أو صور أو وزع بأي وسيلة من الوسائل صورًا أو كتابات منافية للآداب العامة يُعاقب بالحبس مدة لا تزيد على خمسة أعوام».

#### المملكة الأردنية الهاشمية
ينظم قانون العقوبات الأردني الصادر بالقانون رقم 16 لسنة 1960 جرائم الأفعال المنافية للحياء:
المادة 314: «كل من ارتكب فعلًا فاحشًا في موضع عام أو بوجه مرئي للناس ويخل بالحياء العام يُعاقب بالحبس مدة لا تجاوز ثلاث سنوات».

#### المملكة العربية السعودية
يشمل النظام الجزائي السعودي المواد المتعلقة بالآداب العامة:
المادة 152: «يعاقب بالسجن مدة لا تزيد على عام وبغرامة لا تزيد على خمسين ألف ريال كل من ارتكب أفعالًا مخلة بالحياء في موضع عام».

#### المملكة المغربية
يُعاقب بمقتضى قانون العقوبات المغربي على الأفعال التي تُخل بالحياء:
الفصل 483: «يعاقب بالحبس من شهرين إلى سنتين وبغرامة من 200 إلى 2000 درهم كل من ارتكب فعلًا فاحشًا في مكان عمومي».
الفصل 484: «يعاقب بعقوبة مشددة إذا كان الفعل يستهدف قاصرين أو إذا تكرر الجرم».

#### الكويت
يشتمل قانون الجزاء الكويتي على نصوص لمعاقبة الأفعال المنافية للحياء:
المادة 209: «يعاقب بالحبس مدة لا تزيد على ثلاث سنوات وبغرامة لا تتجاوز ثلاثة آلاف دينار كل من ارتكب عملاً فاحشًا في مكان عام».

### إنجلترا وويلز
جريمة «Outraging public decency (خدش الحياء العام)» بموجب القانون العام، حيث تُعاقب الأفعال الفاحشة العلنية بغرامات وسنوات من الحبس.

### هونغ كونغ
تعتمد نفس المفهوم وتصل العقوبة للحبس سبع سنوات. وتختلف العقوبات بحسب جسامة الفعل ووسيلته؛ ففي بعض الدول يُشدَّد القانون على الجرائم الإلكترونية المتعلقة بخدش الحياء عبر الشبكة الدولية، فيُعاقب مرتكبها بغراماتٍ كبيرةٍ ومدة حبس أطول، حفاظاً على القيم والأخلاق العامة وكرامة الأفراد.

## دراسات وإحصائيات
إحصائيات قضايا خدش الحياء العام، لعام 2023
- مصر: سجّلت وزارة العدل عام 2023 نحو 1200 قضية تتعلق بالأفعال المخلة بالحياء العام، بزيادة 15% عن العام السابق.[15]

- لبنان: وثّق جهاز قضاة التحقيق في 2023 ما يقارب 250 قضية خدش حياء عام، منها 30% تتعلق بنشر محتوى فاحش عبر مواقع التواصل.[16]

- السعودية: أحصت وزارة الداخلية نحو 500 قضية خدش حياء عام خلال عام 2023، مع تصاعد القضايا الرقمية بنسبة 20%.[17]

- المغرب: بلغ عدد القضايا المتعلقة بالآداب العامة 300 قضية عام 2023، مع توجه نحو مضاعفة العقوبات في حالات النشر الإلكتروني.[18]

- الكويت: رصدت النيابة العامة نحو 150 ملفًا قضائيًا يتعلق بخدش الحياء خلال 2023، مع زيادة البلاغات ضد المحتوى المتداول عبر الواتساب بنسبة 12%.[19]

- الإمارات: سجّلت وزارة الداخلية 220 قضية خدش حياء عام عام 2023، منها 40% وقعت عبر تطبيقات مثل تيك توك وإنستغرام.[20]

- الجزائر: كشفت المديرية العامة للأمن الوطني عن تسجيل 180 قضية خدش حياء عام، منها 60 حالة موثقة بالفيديو نُشرت عبر الإنترنت.[21]

## في المجال الفني
في المجال الفني، تُعتبر «خدش الحياء» ظاهرة ، دعا الكثيرون لإيقافها واحترام القيم المجتمعية. يتعلق هذا الخدش بتقديم محتوى فني يتضمن مشاهد أو أفكارًا تُعتبر تجاوزًا للأخلاقيات، مثل المشاهد الحميمية أو التصريحات الجريئة. بينما يرى البعض أن الفن يجب أن يكون وسيلة للتعبير دون قيود، يرى الكثير بضرورة وضع ضوابط تحمي الذوق العام والقيم الاجتماعية. مع انتشار منصات الإعلام الرقمي، تزداد تعقيدات هذه المسألة، ما يستدعي موازنة بين حرية الفن وحماية المثل الأخلاقية من خلال الرقابة والمراجعة المجتمعية.

## تفشي الظاهرة، أسباب واقتراحات حلولها
تعد ظاهرة «خدش الحياء العام» من القضايا الاجتماعية المتزايدة في مختلف المجتمعات، حيث تشمل سلوكيات وأفعال تُعتبر مخالفة للمعايير الأخلاقية والذوق العام. تتمثل هذه السلوكيات في أفعال أو محتوى يصعب تحمله أو يتعارض مع القيم المجتمعية المعتبرة للحياء. برزت هذه الظاهرة بشكل ملحوظ في العصر الرقمي مع انتشار وسائل التواصل الاجتماعي والتقانة الحديثة. يُعتبر «خدش الحياء العام» من القضايا المعقدة التي تتطلب جهودًا متعددة للحد منها، بدءًا من تحديث التشريعات وتفعيل القوانين، مرورًا بتعزيز الوعي المجتمعي والثقافي، وصولًا إلى فرض الرقابة على المحتوى الرقمي. بالاعتماد على هذه الحلول المقترحة، يمكن الحد من انتشار هذه الظاهرة والتصدي لها بشكل فعال، مما يساهم في تعزيز قيم الاحترام والحياء في المجتمع.

### أسباب انتشار الظاهرة
- انتشار وسائل التواصل الاجتماعي والتقانة الحديثة: في عصر التقانى الحديثة، ساهمت وسائل التواصل الاجتماعي والتطبيقات الرقمية مثل تيك توك وإنستغرام في تسهيل نشر المحتوى المخالف للذوق العام. وقد أثرت هذه التقنيات بشكل خاص على الشباب، حيث يمكن نشر محتوى غير لائق بشكل أسرع وأوسع مما كان عليه الحال سابقًا. وقد أشار العديد من الخبراء إلى أن هذه التقانة قد فاقمت من الظاهرة، مما يجعل من الصعب ضبط المحتوى الرقمي ومنع الجرائم الأخلاقية.[26]

- غياب الوعي الاجتماعي والثقافي: يعاني البعض من ضعف الوعي بالقيم الأخلاقية، خاصة في بعض الفئات الشبابية، نتيجة لعدم تلقي التعليم الكافي حول الحياء العام في المدارس والجامعات. في بعض الحالات، يؤدي ذلك إلى قبول بعض السلوكيات غير اللائقة دون إدراك عواقبها.[27]

- التغيرات الثقافية والمجتمعية: مع مرور الوقت، تأثرت القيم الأخلاقية بالتغيرات الاجتماعية والثقافية، مما قد يؤدي إلى اختلاط المفاهيم وتراجع بعض القيم المتعلقة بالحياء. يمكن أن يتسبب هذا التغير في فهم مشوه لما هو مقبول اجتماعيًا.[27]

- ضعف التشريعات القانونية: في العديد من الدول، لا تواكب التشريعات الخاصة بالآداب العامة التطورات الرقمية، مما يساهم في استمرار وانتشار ظاهرة خدش الحياء. غالبًا ما تكون القوانين غير محدثة بما يتلاءم مع التقانة الجديدة، مما يؤدي إلى فراغ تشريعي في معالجة الجرائم الرقمية المتعلقة بالحياء.[24]

### الحلول المقترحة
- تحديث التشريعات والقوانين: من الضروري أن تُحدث التشريعات القانونية لتشمل الجرائم الرقمية المتعلقة بالخدش الحياء، حيث يتطلب العصر الرقمي إعادة تعريف الجرائم الأخلاقية في سياق النشر الإلكتروني والعروض المرئية المباشرة. كما يوصي الخبراء بتوسيع نطاق التشريعات لتشمل الجرائم التي تحدث عبر الإنترنت بشكل صريح.[28][28]

- التوعية المجتمعية وتعليم القيم الأخلاقية: من الضروري تكثيف جهود التوعية في المدارس والمؤسسات المجتمعية حول أهمية احترام الحياء العام وتعزيز القيم الأخلاقية. تهدف هذه البرامج إلى تحفيز الشباب على التصرف وفق المعايير المجتمعية المعتبرة، مما يساهم في تقليل الممارسات المخلة بالحياء.[29]

- تعزيز التعاون بين الجهات الأمنية ومزودي الخدمات الإلكترونية: بالنظر إلى الانتشار الواسع للجرائم الرقمية المتعلقة بالخدش الحياء، يُنصح بتعزيز التعاون بين الجهات الأمنية ومزودي خدمات الإنترنت، لضبط المحتوى الرقمي المتداول. التعاون المشترك يمكن أن يساعد في الحد من الجرائم الأخلاقية وحماية المجتمعات من المحتوى المسيء.

- فرض رقابة أكثر صرامة على المحتوى الرقمي: تفرض الحاجة إلى الرقابة على منصات الإنترنت لضمان عدم نشر محتوى يعرض قيم الحياء العام للخطر. تشمل هذه الرقابة المراقبة المستمرة للمحتوى الذي يُنشر عبر الشبكات الاجتماعية، والتدخل السريع في حال وقوع أي جرائم أخلاقية. من خلال هذه الآلية، يمكن الحد من انتشار السلوكيات المخالفة وتوعية الأفراد بأهمية الحفاظ على المعايير الأخلاقية.[24]

## مخاوف من الإفراط في التجريم
رغم الإجماع قانوني على ضرورة تجريم أفعال خدش الحياء العام، إلا أن عدداً من الخبراء والجهات الحقوقية أثاروا بعض التحفظات والمخاوف، أبرزها:
- غياب تعريف دقيق لمفهوم «الحياء العام» في بعض القوانين، مما يفتح الباب أمام التقدير الشخصي من قبل القضاة أو جهات الضبط، ويُنتقد بوصفه قابلًا للتأويل المفرط.[30]
- تفاوت التطبيق من دولة إلى أخرى، بل داخل الدولة الواحدة، ما يثير الجدل حول العدالة والمساواة في المعاملة، خاصة في القضايا المتعلقة بالنشر الإلكتروني.
- اعتبرت منظمات حقوقية مثل «هيومن رايتس ووتش» أن بعض قوانين الآداب العامة في البلدان العربية «تُستخدم أداة للرقابة الأخلاقية، ولتقييد حرية التعبير الفنية والشخصية، لاسيما في قضايا تخص النساء أو المبدعين».[31] أشار الدكتور عماد الجمل، أستاذ علم النفس القانوني، إلى أن «التجريم المفرط دون تمييز بين الفعل العمدي والجهل بالعواقب، قد يؤدي إلى وصم اجتماعي مبالغ فيه يؤثر في الصحة النفسية للمتهمين، لا سيما من فئة الشباب».[32] وفي السياق نفسه، أشار الدكتور أحمد سليمان، أخصائي نفسي من جامعة الملك سعود، إلى أهمية إدخال برامج توعية في المدارس لتعزيز مفهوم الحياء والوقاية من الانحراف السلوكي بين الطلاب، بناءً على نتائج دراسة ميدانية أجراها عام 2022.[33]

## آراء الخبراء
يوضح الدكتور نزار عواد، رئيس قسم التشريع في جامعة بيروت العربية، أن: «خدش الحياء لم يعد محصورًا بالسلوك البدني، بل اتسع ليشمل التعبيرات الرقمية التي تتجاوز الذوق العام، مثل التعليقات الإباحية أو الإيموجي الفاحش».
تقول القاضية سناء العبادي من محكمة الأحداث في عمّان: «تشهد المحاكم ازديادًا في قضايا خدش الحياء المرتكبة من القاصرين، ما يعكس الحاجة إلى تشريعات تربوية مصاحبة للزجر الجنائي». وقالت الدكتورة سارة الخطيب، أخصائية علم الاجتماع بجامعة دمشق، «إن هذه الأفعال تؤثر بشكل كبير على الحالة النفسية للأفراد، مما يزيد من معدلات القلق الاجتماعي، خصوصًا بين الفئات الشبابية».
من جانب آخر، أشار الدكتور علي الهاشمي، أستاذ القانون بجامعة الأردن، إلى «أن الانخراط في الشبكات الاجتماعية وحرية التعبير الرقمية يفرضان على المشرعين ضرورة تحديث تعريفات جرائم خدش الحياء لتشمل النشر الإلكتروني والعروض المرئية المباشرة».